# Disco ormene
Disco ormene er en dansk animationsfilm fra 2008, der er instrueret af Thomas Borch Nielsen efter manuskript af ham selv og Morten Dragsted.

## Handling
Filmen handler om den unge regnorm Bjarne, som er dødtræt af at være nederst i fødekæden. Ikke alene bliver ormene regnet for nul og niks af de andre insekter i baghaven - de spiser jord og har også jord i hovedet! Bjarnes eneste fremtidsudsigt er en dødssyg "karriere" som mellemleder indenfor kompostering, men en dag falder han over en gammel disco-plade og pludselig er der lys forude - Bjarne vil danne jordens største discoband: Solskins Bjarne og Hans Disco Orme. For som Bjarne siger: "Det kan godt være orme ikke kan boogie, men vi gør det sgu' alligevel".

## Stemmer
- Peter Frödin - Bjarne
- Lars Hjortshøj - Niller
- Trine Dyrholm - Gloria
- Troels Lyby - Jimmy
- Helle Dolleris - Donna
- Birthe Neumann - Mor
- Peter Hesse Overgaard - Far
- Henning Jensen - Tonni Dennis
- Niels Anders Thorn - Justesen
- Olaf Nielsen - Naturspeaker
- Kim Hagen Jensen - Promotor
- Tonni Zinck - Skolopender
- Casper Byriel Svane - Flue
- Kirsten Skytte - Døgnflue
- Margit Rosenaa - Døgnflue
- Fedor Bondarchuk - Tonni Dennis
- Denis Hückel - Käfer
- Olavi Uusivirta - Aaro
- David Bateson
- Heather Carino
- Jason Graae
- Frank Lenart
- Tesz Millan